# 瘦金体

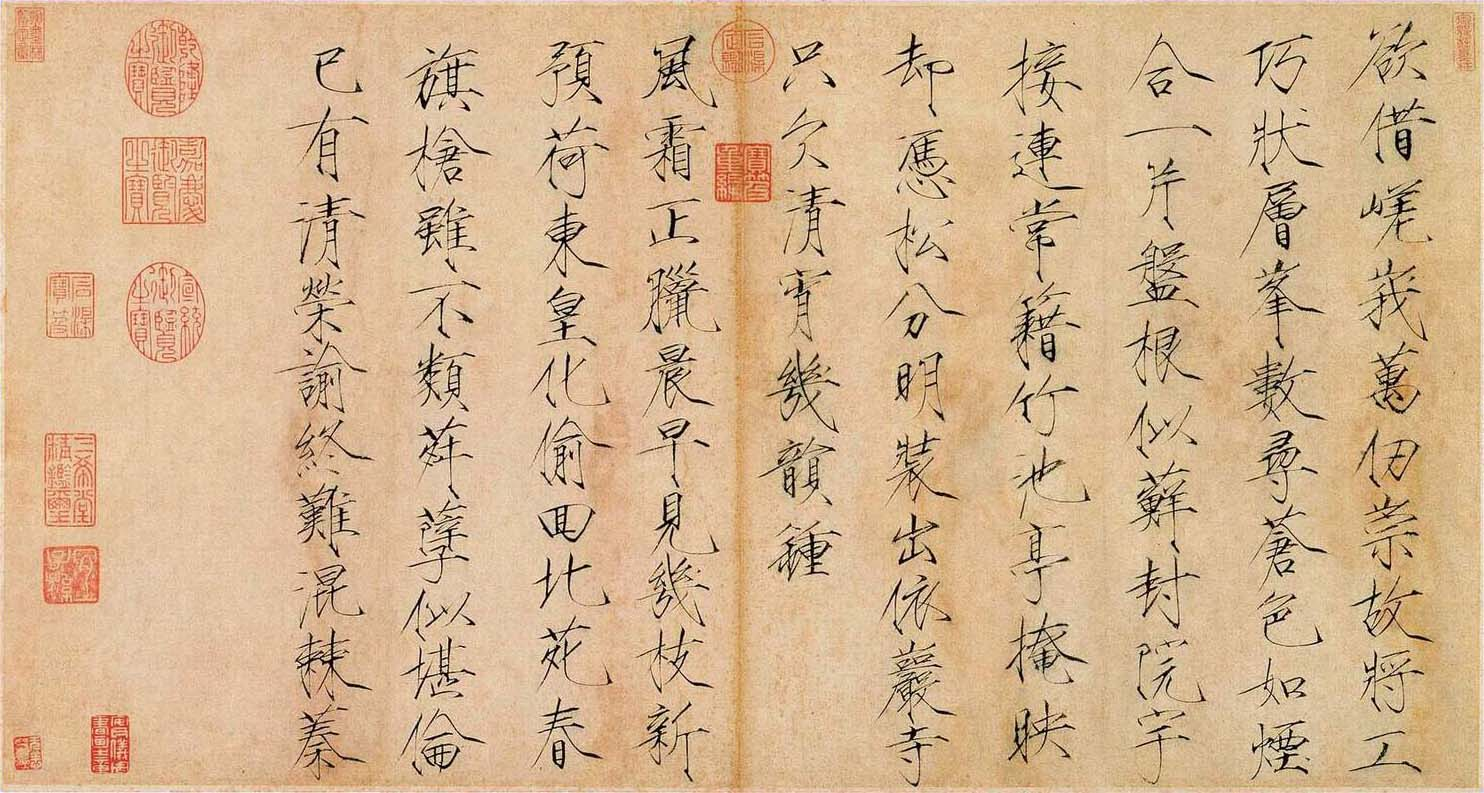
欲借风霜二诗帖 宋徽宗

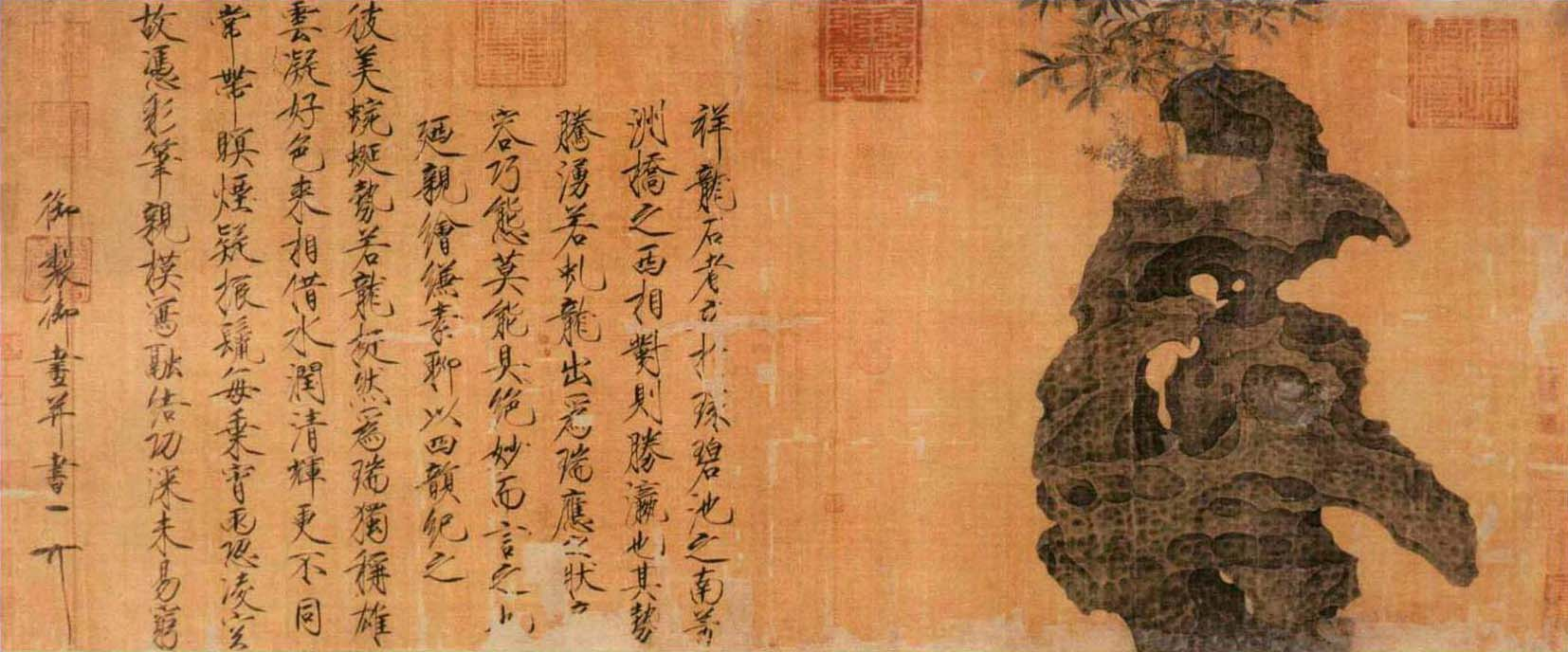
祥龍石圖 宋徽宗

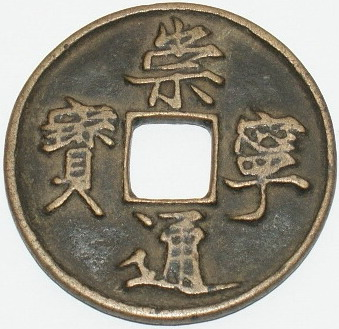
“崇宁通宝”瘦金体钱文，为宋徽宗御笔亲书

瘦金体亦称瘦金书、鹤体，楷书的一种，由宋徽宗赵佶（1082年—1135年）所创。宋徽宗赵佶的楷书字體吸收了褚遂良、薛曜、薛稷、柳公權等人的風格，并創出新意，运笔挺劲犀利。蔡絛《鐵圍山叢談》提及趙佶書法學黃庭堅，但徽宗傳世法書並無任何山谷遺意，故此說存疑。
瘦金体的运笔飘忽快捷，笔迹瘦劲，至瘦而不失其肉，转折处可明显见到藏锋，露鋒等运转提顿的痕迹，是一风格相当独特，灑脫明快，氣韻脫俗的字体，今日的「仿宋体」，亦是从此中脱出。瘦金體線條剛勁硬朗，與「柳骨」同類，而不類「顏筋」之柔勁強韌。

## 古人評論
- 蔡絛《鐵圍山叢談》

|  | 裕陵作庭堅書體，後自成一法也。 |

- 陶宗儀《書史會要》

|  | 徽宗行，草書。筆勢勁逸，初學薛稷，變其法度，自號瘦金書。意度 天成，非可以形跡求也。 |

## 現代應用
時至現代，為求電腦與傳統書法藝術之相輔相成，瘦金體被收入為一種電腦字型。目前有漢儀科印開發的瘦金書、華康科技（現名威鋒數位）開發的徽宗宮體以及方正集團開發的瘦金書等，且分別含有繁體、簡體兩個版本。
在中國大陸，一般建築製圖所用之字體，即為類瘦金體（仿宋體），通稱“工程字”。為建築土木科組之新生於製圖課程時須練習的第一道習題，且必須練到隨時都能寫出之，不論以後是否繼續從事建築土木業，都必須於簽寫正式文件時使用。
民國時代，廣自書局印行之《駢體文鈔》、《古文觀止》、《十三家詩鈔》等，即為手雕仿宋體，其造工精美，惜字版毀於日軍侵華期間。